# Jeremy Toljan
Jeremy Toljan (Stuttgart, 1994. augusztus 8. –) német labdarúgó. Édesapja amerikai, édesanyja horvát. A Sassuolo játékosa kölcsönben a Borussia Dortmund csapatától.

## Pályafutása
2013. október 5-én debütált a Hoffenheim első csapatában a bajnokságban az 1. FSV Mainz 05 ellen. 2017 nyarán 5 évre szóló szerződést kötött a Borussia Dortmund csapatával. 2019 januárjában 6 hónapra kölcsönbe került a Celtichez. Júliusban 2 évre kölcsönözték ki a Sassuolonak.
Részt vett a 2011-es U17-es labdarúgó-Európa-bajnokságon, a 2016. évi nyári olimpiai játékokon és a 2017-es U21-es labdarúgó-Európa-bajnokságon.

## Sikerei, díjai

### Klub
- Celtic
  - Skót bajnok: 2018–19
  - Skót kupa: 2018–19

### Válogatott
- Németország U21
  - U21-es labdarúgó-Európa-bajnokság: 2017
- Németország U23
  - Olimpiai ezüstérmes: 2016